# Sud Yungas
Sud Yungas é uma província da Bolívia localizada no departamento de La Paz, sua capital é a cidade de Chulumani.